# Essendon Football Club
L'Essendon Football Club és un club professional de futbol australià australià de la ciutat de Melbourne que disputa l'Australian Football League.

## Palmarès
- Victorian Football Association: 1891, 1892, 1893, 1894
- Australian Football League: 1897, 1901, 1911, 1912, 1923, 1924, 1942, 1946, 1949, 1950, 1962, 1965, 1984, 1985, 1993, 2000
- Minor Premiers (fase regular): 1898, 1911, 1923, 1924, 1942, 1946, 1948, 1950, 1962, 1968, 1984, 1985, 1990, 1993, 1999, 2000, 2001
- Campionat d'Austràlia: 1893
- McClelland Trophy: 1951, 1953, 1957, 1968, 1990, 1993, 1999, 2000, 2001.